# Brown Mpinganjira

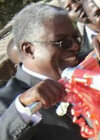
Mpinganjira (2013)

Brown James Mpinganjira (* 7. November 1950) ist ein malawischer Politiker der National Democratic Alliance (NDA), der unter anderem zwischen 1999 und 2000 Außenminister sowie 2004 Präsidentschaftskandidat war.

## Leben
Mpinganjira wurde nach der Wahl von Bakili Muluzi zum Staatspräsidenten Malawis 1994 zunächst Minister für Information und Rundfunk sowie in Personalunion Minister für Post und Telekommunikation in dessen Kabinett. Nach einer Kabinettsumbildung war er anschließend zwischen 1997 und 1999 Bildungsminister und fungierte zugleich von 1998 bis 1999 als Minister für Sport und Kultur. Im Rahmen einer weiteren Umbildung der Regierung löste er am 28. Juni 1999 Mapopa Chipeta als Außenminister ab und bekleidete dieses Amt bis zu seiner Ablösung durch Lilian Patel 2000.
Wegen angeblicher Verstrickung in den Putschversuch vom März 2001 wurde Mpinganjira, nunmehriger Vorsitzender der National Democratic Alliance (NDA), im Oktober 2001 verhaftet und im Dezember 2001 nach Revision des Gerichtsurteils wieder freigelassen. Bei den Präsidentschaftswahlen vom 20. Mai 2004 war er Präsidentschaftskandidat seiner NDA, belegte aber mit 8,7 Prozent nach dem Wahlsieger Bingu wa Mutharika von der United Democratic Front (UDF) mit 35,9 Prozent, John Tembo von der Malawi Congress Party (MCP) mit 27,1 Prozent und Gwanda Chakuamba von der Mgwirizano Coalition mit 25,7 Prozent lediglich den vierten Platz unter den fünf Kandidaten. Bei den Präsidentschaftswahlen am 19. Mai 2009 kandidierte er erfolglos für das Amt des Vizepräsidentschaften als Running Mate von John Tembo, der aber mit 30,49 Prozent erneut Bingu wa Mutharika unterlag, auf den 66,17 Prozent entfielen.
2013 wurde Mpinganjira von Staatspräsidentin Joyce Banda zum Minister für Bewässerung und Wasserentwicklung ernannt und fungierte nach einer Kabinettsumbildung von 2013 bis zum Ende von Joyce Bandas Amtszeit am 31. Mai 2014 als Minister für Information und Staatsbürgerkunde.